# Rockprevenció
A rockprevenció egykori rocksztárok és civil szervezetek megelőző tevékenysége, mely során negatív élettapasztalataik átadásával hívják fel a figyelmet a rocker életvitelben rejlő életveszélyekre.

## Nemzetközi rockprevenció
A nemzetközi rockprevenció talán legismertebb alakja Rat Skates, a thrash metal úttörő Overkill zenekar alapító dobosa, aki a világkörüli turnék során szembesült a zeneipar viszontagságaival, s az állandó utazások terheivel, mely mély depresszióba és masszív alkoholizmusba döntötte. Az Overkillből való távozását követően dokumentumfilmezésbe kezdett, melynek segítségével igyekszik felhívni az ifjú sztárjelöltek figyelmét, a rock iparág buktatóira. Skates nevéhez fűződik a Rock-Un-Rold, zenei rockprevenciós talk show, valamint a Welcome to the Dream- The Rude Awakening of Rock Stardom című dokumentumfilm. Skates filmes projektjeihez Dave Ellefson, a Megadeth basszusgitárosa is csatlakozott. A nemzetközi rockprevenció további közismert személyiségei közé tartozik Kittil Kittilsen (ex-Mayhem) és Kenny Neill (ex-Twisted Sister).

## Rocktérítőtől a rockprevencióig
A nyolcvanas évek rockkultuszát Magyarországon képviselő Pajor Tamás zenéjén keresztül extrém módon propagálta mind a kábítószert, mind a hozzá kapcsolódó ideológiát. Életmódját ekkoriban a radikális züllés és önpusztítás jellemezte, és gyakori rendőrségi atrocitások is kísérték. 1987 októberében Pajor szakított a múltjával, és keresztény hitre jutva először ugyan nem kívánta befejezni a későbbi kultuszmozi, a Rocktérítő munkálatait, ám végül is úgy döntött, hogy a film üzenetévé teszi az általa átélt fordulatot, az Istenhez való megtérést, a régitől való elszakadást és az új életét. Zenésztársaival, mint például Fejes Zoltán (ex-Classica) gitárvirtuóz, vagy Gothár Ferenc (ex-Moho Sapiens) rendszeres fellépőjévé vált különböző drogellenes és antirasszista rendezvényeknek.
A hazai rockprevenció táborához sorolható a Gyilkoszenek.com Rockprevenciós Misszió is, mely 50 kemény rock zenei stílusirányzat, 150 zenekarának pályafutásán keresztül kívánja felhívni a figyelmet a rocker életvitel veszélyeire. A hazai rockprevenció további közismert személyiségei közé tartozik Abaházi Zoltán (ex-Sing Sing) és Fortuna László (ex-Edda Művek).